# Josef Čada
Josef Čada, (Praga, 30 de março de 1881) foi um ginasta que competiu em provas de ginástica artística pela Boêmia e pela Tchecoslováquia.
Čada disputou sua primeira competição internacional no Mundial de Praga, aos 26 anos, e conquistou as medalhas de ouro do concurso geral e por equipes, e a prata das barras paralelas. Em 1908, competiu nos Jogos de Londres pela Bohemia e encerrou na 25ª posição por equipes.
Em 1909, competiu no Mundial de Luxemburgo, no qual conquistou quatro medalhas de prata: equipe, individual geral, barras paralelas e barra fixa. Dois anos mais tarde, disputou o Campeonato de Torino, na Itália, no qual somou mais duas medalhas de ouro - equipe e barra fixa - e uma de prata, no concurso geral. Em 1920, nos Jogos da Antuérpia, foi o mais velho integrante da delegação tcheca aos 39 anos, defendendo a Tchecoslováquia nas provas por equipes e individual geral. Em ambas, atingiu a quarta colocação.
Em 30 de dezembro de 1959, aos 78 anos de idade, Čada faleceu em Praga, mesma cidade em que nasceu.